# ثنائي ثيونات الصوديوم
ثنائي ثيونات الصوديوم مركب كيميائي له الصيغة Na2S2O6، ويكون على شكل بلورات بيضاء رمادية. يعرف أيضاً باسم هيبوسلفات الصوديوم (تحت كبريتات الصوديوم)، وميتابيسلفات الصوديوم.

## الخواص
- لمركب ثنائي ثيونات الصوديوم ثباتية جيدة، فهو يقاوم المؤكسدات.
- لبلورات ثنائي ثيونات الصوديوم بينية متوازي مستطيلات.

## التحضير
يحضر ثنائي ثيونات الصوديوم من تفاعل أكسدة بيكبريتيت الصوديوم بواسطة ثنائي أكسيد المنغنيز 
2 NaHSO3 + MnO2 → Na2S2O6 + Mn(OH)2
أو يمكن أن يحضر من تفاعل كبريتيت الصوديوم مع أيون الفضة.
Na2SO3 + 2 Ag + + SO −3 → Na2S2O6 + 2Ag